# Traco-Cimmero

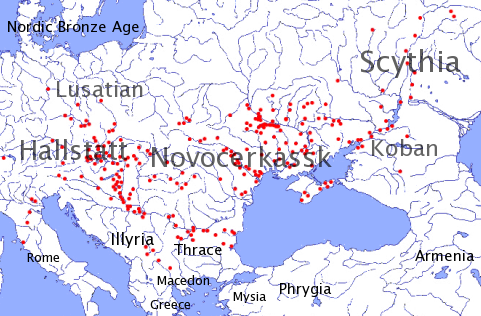
Distribuzione dei rinvenimenti Traco-Cimmeri.

Tracio-Cimmero è un termine archeologico composto dal nome di due popolazioni: i Traci e i Cimmeri. Viene usato per indicare degli oggetti di fattura orientale (Steppe, Caucaso) che si diffusero nella prima età del ferro (VII secolo a.C.) in larga parte dell'Europa centro-orientale, raggiungendo anche la Svizzera e la Danimarca.  Assieme a questi oggetti apparvero per la prima volta nell'Europa centrale manufatti in ferro, che accompagnarono la diffusione della cultura protoceltica di Hallstatt.

## Descrizione
Da un punto di vista archeologico i rinvenimenti "Traco-Cimmeri" sono stati scoperti soprattutto in siti funerari e nei ripostigli. 
Si tratta principalmente di oggetti in metallo (generalmente in bronzo), rinvenuti in contesti tardi della cultura dei campi di urne. Sono generalmente produzioni di lusso, come armi, gioielli o finimenti per i cavalli, e costituiscono solo una piccola parte dei rinvenimenti databili a quel periodo storico. Dovrebbero provenire dai territori della Cultura di Koban, nel Caucaso, che tra l'IX e il VII secolo a.C. si fuse con la Cultura di Srubna dando vita alle culture proto-scitiche di Chernogorovka e Novočerkassk.

## Teorie sulla loro diffusione
Nel 1925 Paul Reinecke teorizzò l'esistenza di una sfera culturale "Nord-Tracico-Cimmera" (nordthrakisch-kimmerischer Kulturkreis) sovrapposta alla più recente cultura di Hallstatt delle Alpi orientali. Il termine traco-cimmero (thrako-kimmerisch) venne introdotto per la prima volta da I.Nestor negli anni trenta. Al tempo, nella prima metà del XX secolo, era popolare una scuola di pensiero che collegava la cultura materiale con una determinata etnia storica. Secondo Nestor, a partire dalla prima età del ferro, nell'Europa orientale avvenne una migrazione di Cimmeri provenienti dall'area della cultura di Srubna; tale migrazione sarebbe stata causata dall'espansione degli Sciti nelle steppe e sarebbe responsabile della diffusione di questi oggetti. Secondo questa ipotesi "migrazionista" o "invasionsitica" la fase matura della cultura di Hallstatt (Hallstatt C) sarebbe stata propiziata da questo evento. A partire dagli dal secondo dopoguerra questa versione non è stata più accettata dalla maggior parte degli studiosi, secondo cui la diffusione di un certo tipo di oggetti non è spiegabile con una migrazione di popolazioni.